# Freddie Jones
Freddie Jones, właśc. Frederick Jones (ur. 12 września 1927 w Stoke-on-Trent w hrabstwie Staffordshire, zm. 10 lipca 2019) – brytyjski aktor filmowy i telewizyjny. Ojciec aktora Toby’ego Jonesa.

## Filmografia
- Wypadek (1967) jako mężczyzna w biurze Bella
- Prześladowanie i zabójstwo Jean-Paula Marata w wykonaniu pensjonariuszy zakładu dla obłąkanych w Charenton w reżyserii Markiza de Sade (1967; znany także pt. Marat/Sade) jako Cucurucu
- Z dala od zgiełku (1967) jako Cainy Ball
- Frankenstein musi zginąć (1969) jako prof. Richter
- Człowiek, który prześladował samego siebie (1970) jako dr Harris
- Porwany za młodu (1971) jako Cluny Macpherson
- Napaść (1971) jako reporter
- Morderczy cel (1972) jako MacNeil
- Antoniusz i Kleopatra (1972) jako Pompejusz
- Hitler – ostatnie 10 dni (1973) jako bankier (sceny usunięto)
- Szatański plan Draculi (1973) jako dr Julian Keeley
- Britannic w niebezpieczeństwie (1974) jako Sidney Buckland
- Wszystkie stworzenia duże i małe (1975) jako Cranford
- Narodzenie (1978) jako Diomedes
- Świt Zulu (1979) jako biskup Colenso
- Człowiek słoń (1980) jako Bytes
- Firefox (1982) jako Kenneth Aubrey
- Morderstwo to nic trudnego (1982) jako Reed
- A statek płynie (1983) jako Orlando
- Krull (1983) jako Ynyr
- Diuna (1984) jako Thufir Hawat
- Podpalaczka (1984) jako dr Joseph Wanless
- Piramida strachu (1985) jako Chester Cragwitch
- Taran i magiczny kocioł (1985) – Dallben (głos)
- Czekoladowy sekret (1988) jako Graham Chumley
- Eryk wiking (1989) jako Harald
- Dzikość serca (1990) jako George Kovich
- Ostatni motyl (1990) jako Karl Rheinberg
- Książę Jutlandii (1994) jako Bjorn
- Niekończąca się opowieść III: Ucieczka z krainy Fantazji (1994) jako pan Coreander
- Farma na odludziu (1995) jako Adam Lambsbreath
- Zakochani rywale (1998) jako sędzia Foster
- Pierwsze oczarowanie (1999) jako wielebny Finlayson
- David Copperfield (2000) jako Barkis
- Hrabia Monte Christo (2002) jako płk. Villefort
- Lawendowe wzgórze (2004) jako Jan Pendered
- Rozpustnik (2004) jako Betterton
- Casanova (2005) jako Bragadin
- Wielka improwizacja (2008) jako Collingsworth Jenkins

Pojawił się również w licznych serialach telewizyjnych; były to m.in.: Rewolwer i melonik, Święty, Randall i duch Hopkirka, Kosmos 1999, Kroniki młodego Indiany Jonesa, Nigdziebądź, Morderstwa w Midsomer, Liga dżentelmenów, Emmerdale.